# های رودینگ
های رودینگ (به انگلیسی: High Roding) یک محله مدنی و روستا در بریتانیا است که در آتلزفورد واقع شده‌است. های رودینگ ۴۷۱ نفر جمعیت دارد.